# SsangYong Rodius
SsangYong Rodius – samochód osobowy typu minivan klasy średniej produkowany pod południowokoreańską marką SsangYong w latach 2004 – 2019.

## Pierwsza generacja

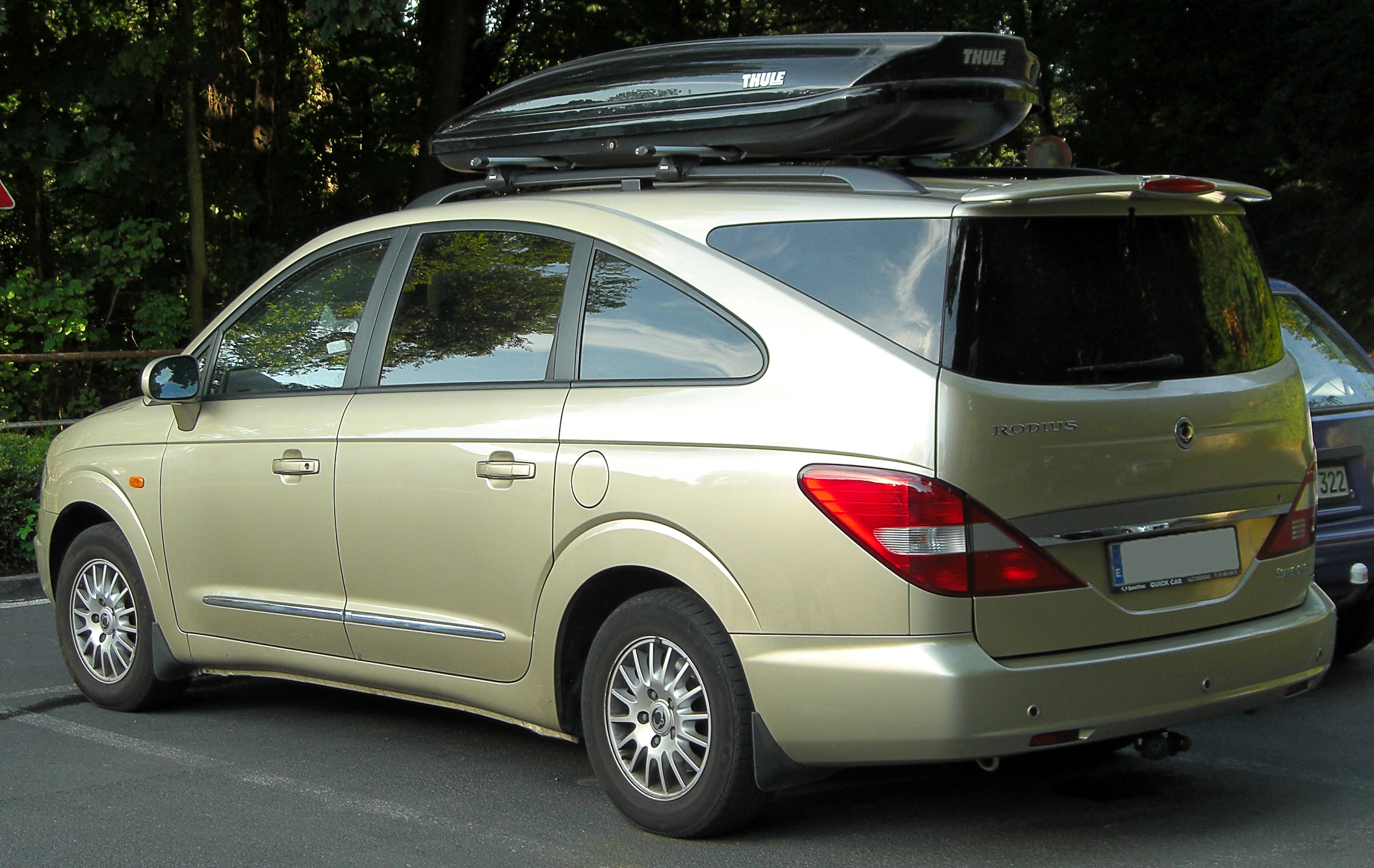
SsangYong Rodius I - tył

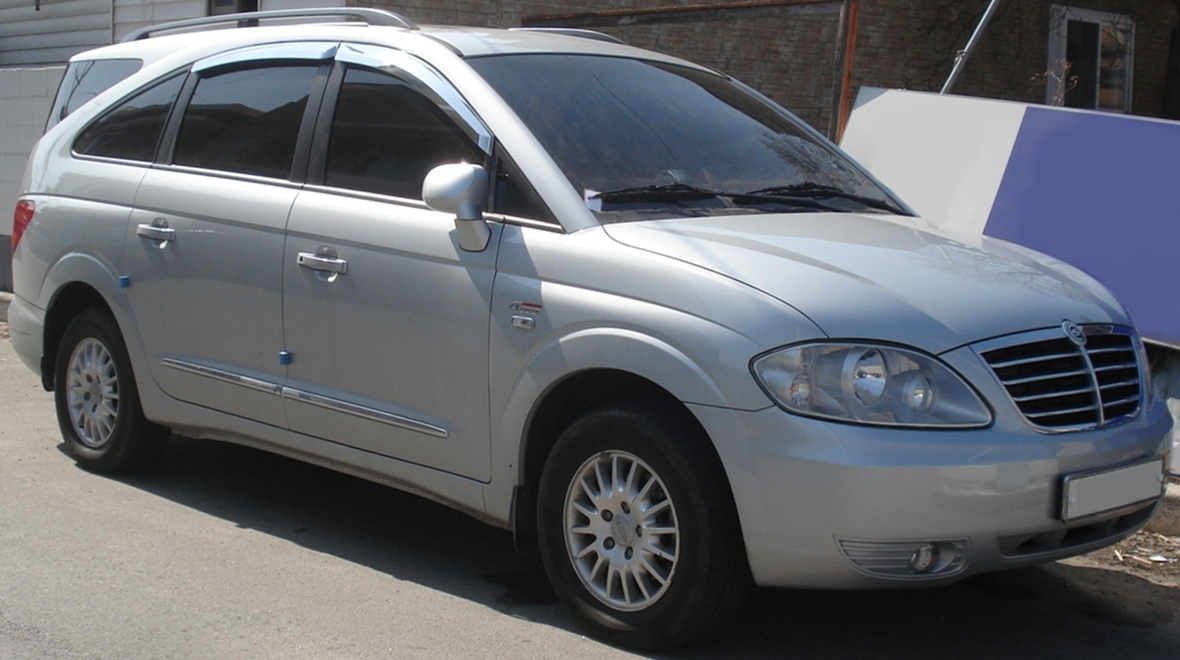
SsangYong Rodius I po liftingu

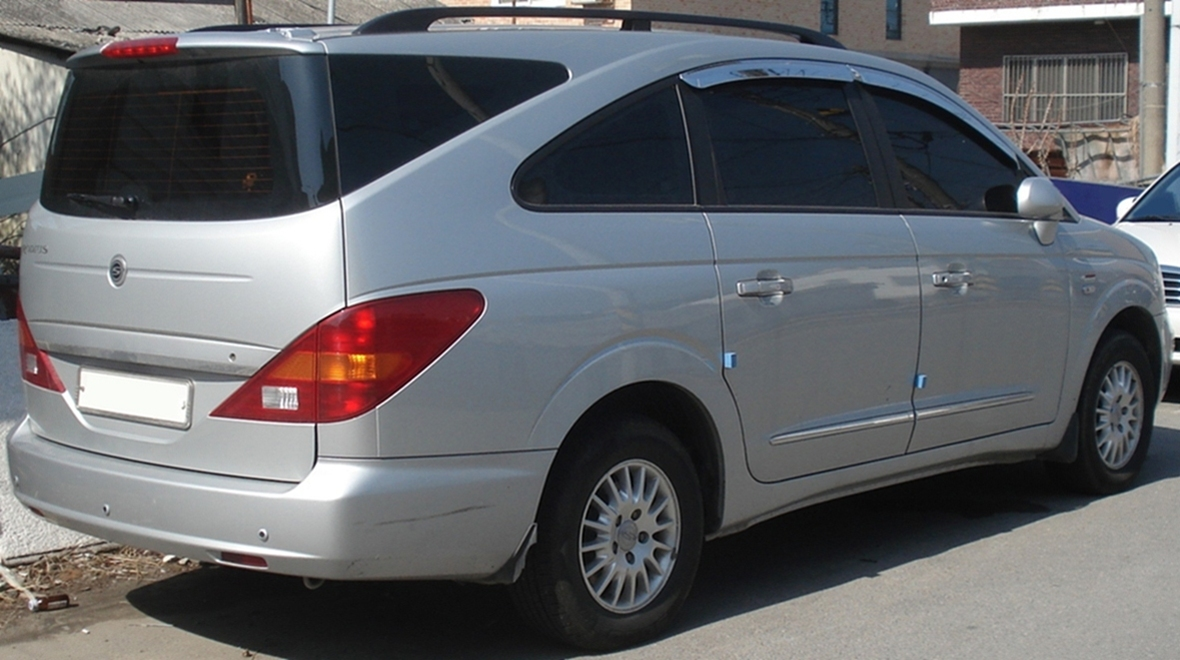
SsangYong Rodius I - tył po liftingu

SsangYong Rodius I został zaprezentowany po raz pierwszy w 2004 roku.
Rodius pojawił się w ofercie SsangYonga jako alternatywa dla dominujących ją SUV-ów, przyjmując postać dużego minivana oferującego przewiezienie od 7 osób na trzech rzędach siedzeń (w wariancie europejskim) do 11 pasażerów na czterech rzędach siedzeń w wersji na rynki azjatyckie.
Nazwa Rodius pochodzi od połączenia dwóch słów: angielskiego "Road" oznaczającego drogę oraz imienia greckiego boga Zeusa. W prostym tłumaczeniu nazwa "Rodius" oznacza "króla szos".
Za napęd pojazdu odpowiedzialne były silniki Mercedesa - benzynowy 3.2 o mocy 220 KM oraz wysokoprężny, turbodoładowany silnik o pojemności 2.7 l i mocy 165 KM.

### Stylistyka
Samochód został zaprojektowany przez byłego szefa Królewskiej Akademii Sztuki w Londynie - Kena Greenleya, który chciał nawiązać nietypowymi proporcjami pojazdu do wyglądu jachtu. Stylistyka łącząca liczne łuki, na czele z ostro zarysowanymi lampami tylnymi i nietypowo poprowadzoną linią okien tworzącą nietypową nadbudowę w tylnej części nadwozia wzbudziła duże kontrowersje i przysporzyła pojazdowi dużej rozpoznawalności w ogólnoświatowych mediach.

### Lifting
W 2008 Rodius pierwszej generacji przeszedł face lifting. Zmieniony został m.in. pas przedni pojazdu, gdzie pojawiła się łagodniej ukształtowana atrapa chłodnicy bliższa wyglądowi innym modelom marki. Z tyłu pojazdu przestylizowano wygląd lamp tylnych oraz dodano trzecie światło stop. Zmiany w stylizacji nie złagodziły krytycznych relacji niektórych mediów na jej temat.

### Wyposażenie
- Premium

W zależności od wersji wyposażeniowej pojazdu, auto wyposażone mogło być m.in. w system ABS, ESP, TCS, EBD i ARP, maksymalnie dwie poduszki powietrzne, elektryczne sterowanie szyb, elektryczne sterowanie lusterek, elektrycznie sterowany fotel kierowcy, podgrzewane przednie siedzenia, skórzaną tapicerkę, czujniki parkowania, tempomat, wielofunkcyjną kierownicę, światła przeciwmgłowe oraz klimatyzację, a także system multimedialny z 7-calowym ekranem dotykowym z MP3 oraz DVD dla pasażerów drugiego i trzeciego rzędu, z możliwością rozbudowy o tuner TV i system nawigacji satelitarnej.

### Silniki
| Silnik                | Pojemność skokowa [cm³] | Typ silnika        | Moc maksymalna [KM] przy obr./min | Maks. moment obrotowy [Nm] przy obr./min | Przyspieszenie 0-100 km/h [s] | Prędkość maks. [km/h] |                    |                    |                    |
| Silniki benzynowe:    | Silniki benzynowe:      | Silniki benzynowe: | Silniki benzynowe:                | Silniki benzynowe:                       | Silniki benzynowe:            | Silniki benzynowe:    | Silniki benzynowe: | Silniki benzynowe: | Silniki benzynowe: |
| --------------------- | ----------------------- | ------------------ | --------------------------------- | ---------------------------------------- | ----------------------------- | --------------------- | ------------------ | ------------------ | ------------------ |
| 3.2                   | 3199                    | R6                 | 220/b.d.                          | 310/b.d.                                 | 9,9                           | 184                   |                    |                    |                    |
| Silniki wysokoprężne: |                         |                    |                                   |                                          |                               |                       |                    |                    |                    |
| 2.7 Xdi               | 2696                    | R5 20V             | 165 (121)/4000                    | 340/2400                                 | 12,9                          | 189                   |                    |                    |                    |

## Druga generacja

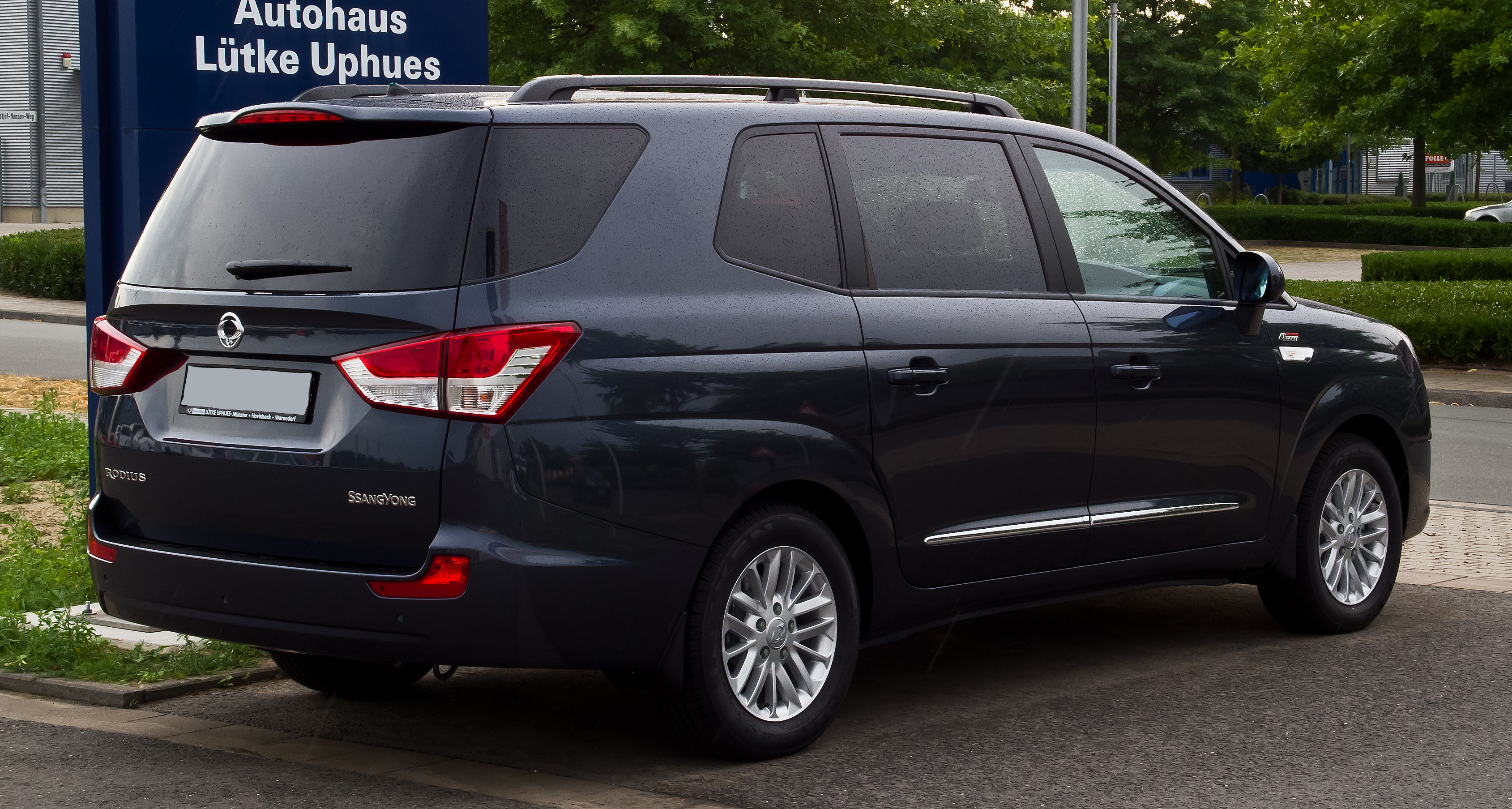
SsangYong Rodius II - tył

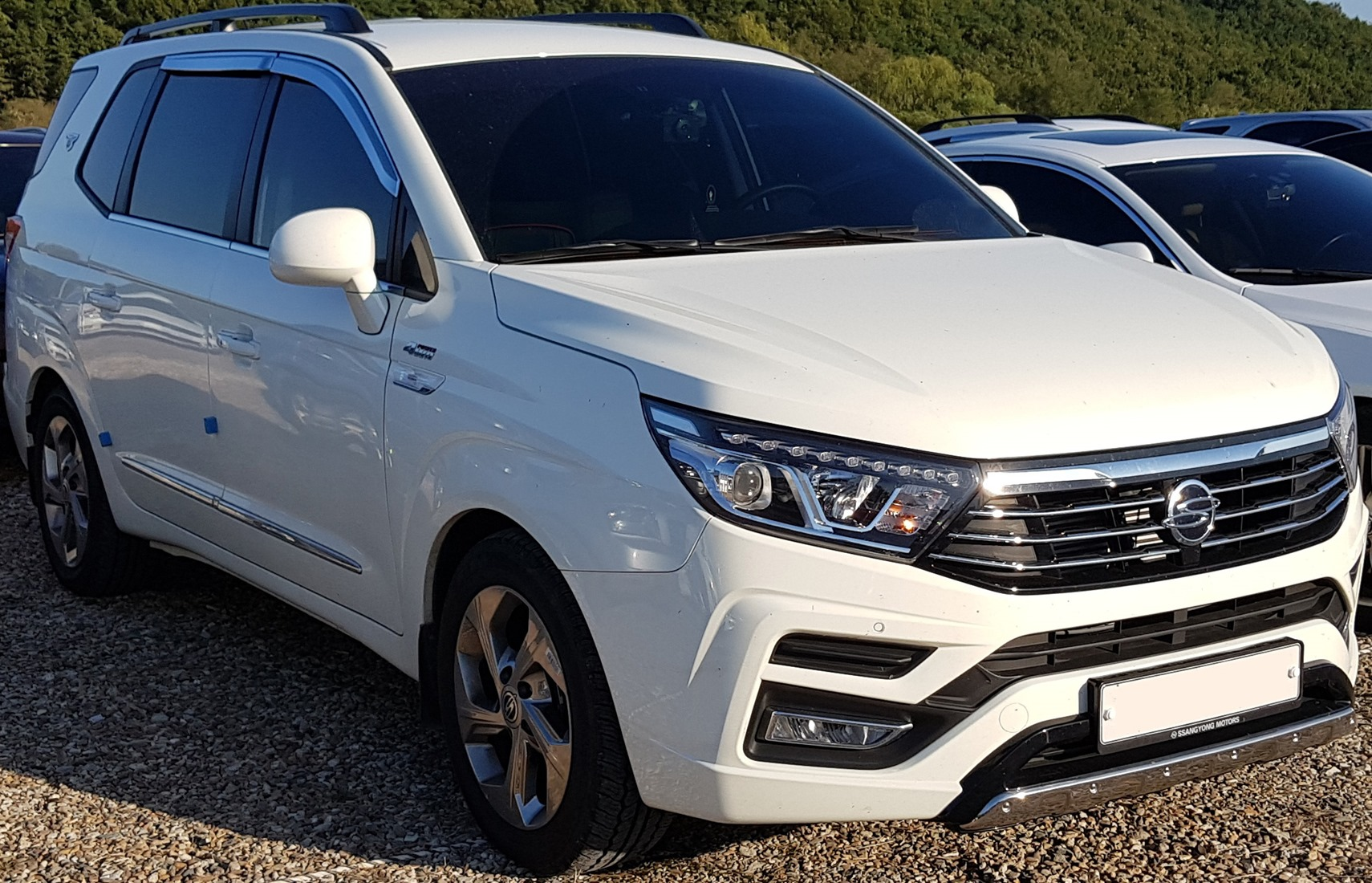
SsangYong Rodius II po liftingu

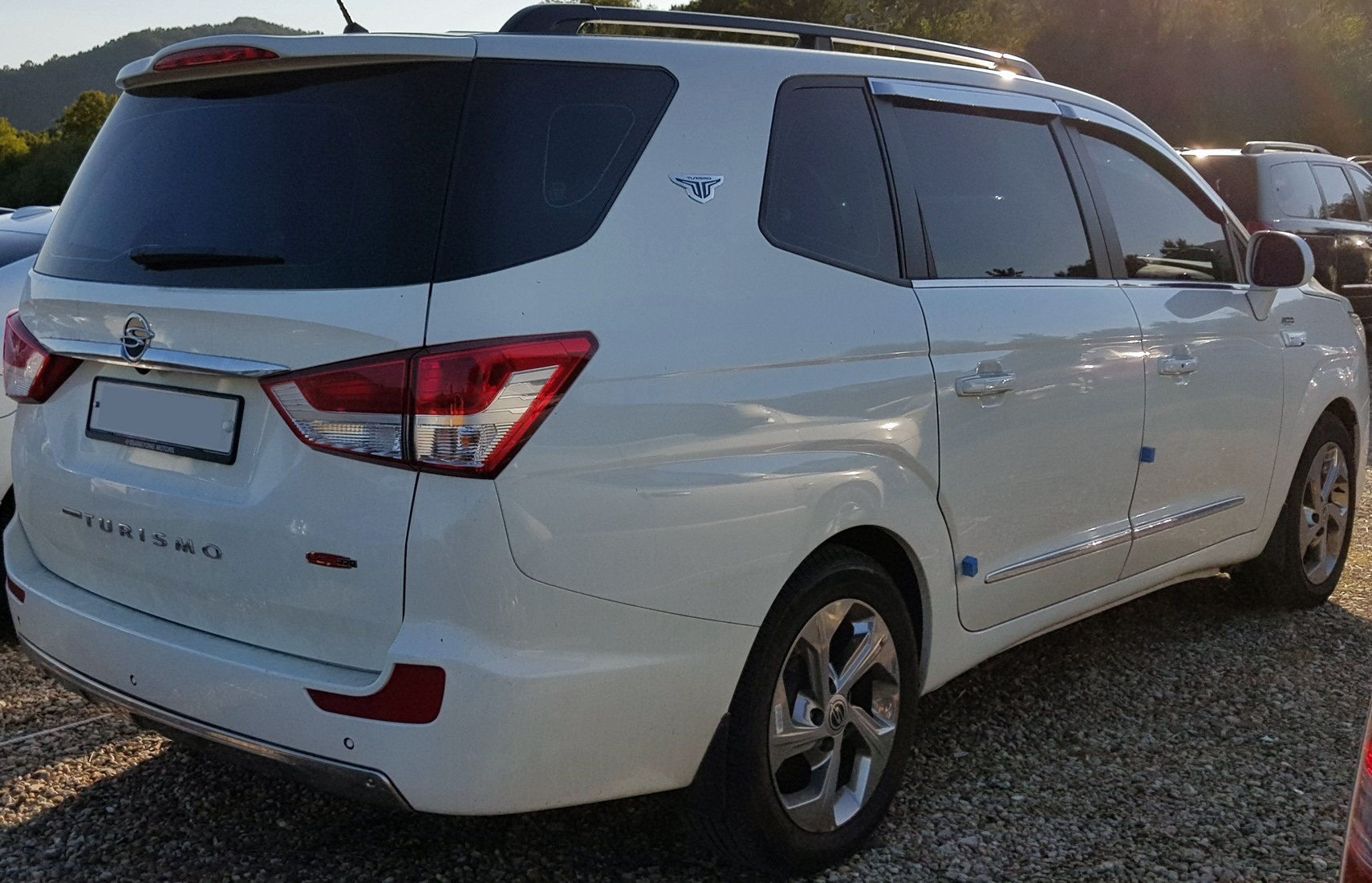
SsangYong Rodius II - tył po liftingu

SsangYong Rodius II został po raz pierwszy zaprezentowany w 2013 roku.
Druga generacja Rodiusa de facto nie jest całkowicie nowym modelem, a jedynie głęboko zmodernizowanym poprzednikiem. Przy takim samym kształcie m.in. nachylenia przedniej szyby i drzwi, a także identycznym wyglądzie reski rozdzielczej, zmienił się wygląd przedniej części nadwozia, a także bardziej konwencjonalnie ukształtowano kształt tylnej części nadwozia, która utraciła łukowate przetłoczenia na rzecz bardziej kanciastych form. Europejska premiera pojazdu odbyła się podczas targów motoryzacyjnych w Genewie w 2013 roku. 

### Rodius Turismo
W 2018 roku dostępna była limitowana wersja Rodius Turismo. Samochód był dostępny wyłącznie z dieslem 2.2 e-XDi o mocy 220 KM, a także manualną 6-biegową skrzynią biegów lub 7-biegową automatyczną. W konfiguracji ze skrzynią automatyczną można było zamówić napęd na cztery koła. Wersja była oparta na wersji wyposażenia Quartz wzbogaconej m.in. o podgrzewaną skórzaną kierownicę ze sterowaniem radiem, skórzaną tapicerkę, a także tylne czujniki parkowania.

### Lifting
Pod koniec 2015 roku zaprezentowano delikatnie zmodernizowaną wersją na rok modelowy 2016. Przemodelowana została atrapa chłodnicy, zastosowano nowe wzory felg aluminiowych, a także ulepszono wysokoprężny silnik o pojemności 2.2 l, który otrzymał standard emisji spalin Euro 6. Zmodernizowaną gamę skrzyni biegów pojazdu, do której dodano 7-biegową zautomatyzowaną skrzynię pochodzącą od pojazdów Mercedesa oraz Infiniti. 
Znacznie obszerniejsza modernizacja przypadła na lipiec 2018 roku, kiedy to Rodius drugiej generacji zyskał przestylizowany pas przedni z bardziej agresywnie zarysowanymi reflektorami, a także zmodyfikowaną atrapą chłodnicy i zderzakiem w stylu modelu Korando.

### Sprzedaż
Dotychczasowe nazwy Rodius i Stavic druga generacja pojazdu zachowała tylko na wybranych rynkach. W rodzimej Korei Południowej pojazd przemianowano na SsangYong Korando Turismo, z kolei w Wielkiej Brytanii pojazd przyjął nową nazwę, SsangYong Turismo.
Produkcja samochodu dobiegła ostatecznie końca po 15 latach rynkowej obecności w 2019 roku, argumentując to spadającym popytem i brakiem opłacalności w dalszych modyfikacjach jednostek wysokoprężnych w celu dostosowania ich do nowych norm emisji spalin. Samochód nie otrzymał następcy, a SsangYong skoncentrował się odtąd już wyłącznie na crossoverach, SUV-ach i pickupach.

### Wersje wyposażenia
- Crystal
- Quartz
- Sapphire

Podstawowa wersja wyposażeniowa Crystal obejmuje m.in. przednie i boczne poduszki powietrzne, system ABS i ESP, światła przeciwmgłowe, 16-calowe alufelgi, dwustrefową klimatyzację, instalację audio z 6-głośnikami, AUX i USB. 
Bogatsza wersja Quartz dodatkowo wyposażona jest m.in. w 17-calowe alufelgi, podwójny zestaw zegarów, skórzaną kierownicę, fotochromatyczne lusterko wsteczne, czujniki cofania, podgrzewane przednie siedzenia, komputer pokładowy, tempomat, a także system audio CD/MP3 z wielofunkcyjną kierownicą oraz Bluetooth. 
Najbogatsza odmiana Sapphire wyposażona jest dodatkowo w podgrzewaną kierownicę, przyciemniane szyby, czujniki deszczu, skórzaną tapicerkę, elektrycznie sterowany fotel kierowcy oraz klimatyzację automatyczną.

### Silniki
| 2.0 Xdi   | 1998 | R4 | 155/b.d. | 360/1500-4000 | 13,4 | 181 |
| 2.2 e-Xdi | 2157 | R4 | 178/b.d. | 400/1400-2800 | b.d. | 187 |